# Chak Peak
Chak Peak är en bergstopp i Kanada.   Den ligger i provinsen Alberta, i den centrala delen av landet, 3 100 km väster om huvudstaden Ottawa. Toppen på Chak Peak är 2 411 meter över havet. Chak Peak ingår i The Ramparts.
Terrängen runt Chak Peak är bergig österut, men västerut är den kuperad. Trakten runt Chak Peak är nära nog obefolkad, med mindre än två invånare per kvadratkilometer.. Närmaste större samhälle är Jasper Park Lodge, 19,6 km norr om Chak Peak. 
Trakten runt Chak Peak består i huvudsak av gräsmarker.